# Henrik VIII (skuespil)
Henrik VIII er et drama fra 1613 skrevet af den britiske dramatiker William Shakespeare. Stilen tyder på, at det er skrevet sammen med John Fletcher. 
Skuespillet handler om forholdet mellem Henrik 8. af England, Katharina af Aragonien, Anne Boleyn og kardinal Wolsey.
I 1800-tallet var stykket et af Shakespeares mest populære teaterstykker.
Under en af de første opførelser den 29. juni 1613 satte en af specialeffekterne - et kanonskud - ild i taget på Globe Theatre i London, der  nedbrændte. 